# Congregazione del buon governo
La Sacra Congregazione del Buon Governo (in latino Congregatio boni regiminis) era un organismo della Curia romana, oggi soppresso, in funzione tra il 1592 e il 1847.

## Storia
Tale dicastero fu istituito per sovrintendere alla gestione fiscale ed economica delle amministrazioni comunali, affiancandosi alla Congregazione della Consulta, competente sulla giustizia e l'ordine pubblico.
Papa Clemente VIII (1592-1605) creò la congregazione con la bolla Pro commissa nobis (comunemente detta De bono regimine) del 15 agosto 1592. La bolla prevedeva che la congregazione verificasse i bilanci dei comuni, assumendo tutti i provvedimenti necessari a garantire la regolarità delle spese e degli appalti, anche al fine di realizzare un contenimento delle spese locali. 
Col tempo, le funzioni della congregazione andarono precisandosi ed essa assunse una struttura più articolata. La congregazione era articolata in due sezioni: Segreteria e Computisteria. Era presieduta da un cardinale prefetto (dal 1605 al 1676 di norma il cardinal nipote del pontefice regnante) e composto di cardinali e prelati, detti "ponenti", cioè relatori delle cause relative ad una particolare area dello Stato della Chiesa. Fulcro della congregazione era il Segretario, anch'esso un prelato di Curia, che gestiva la cospicua corrispondenza con i governatori delle varie città, chiamati ad agire come delegati del Buon Governo. 
Alla Congregazione furono affidate tutte le questioni relative alle comunità dello Stato, che spaziavano dall'amministrazione tecnica ed economica delle strade alla formazione dei catasti, dalla compilazione dei censimenti della popolazione alla gestione di alcuni opifici (fu il Buon Governo, per esempio, ad iniziare la Ferriera di Terni), dalle spese militari alle operazioni finanziarie relative ai "monti" (prestiti pubblici).
La Congregazione del Buon governo fu abolita nel 1847 con le prime riforme di papa Pio IX (1846-1878), venendo a mancare una preziosa fonte documentaria, specie per i piccoli comuni o quelli in cui erano stati dispersi o distrutti i relativi archivi.

## Cronotassi

### Prefetti
- Carlo Pio di Savoia (1676-1689)
- Fabrizio Spada (1691-1700)
- Giuseppe Renato Imperiali (1700-1737)
- Domenico Riviera (1737 - 1752)
- Giorgio Doria (1754-1759)
- Federico Lante della Rovere (1759-1773)
- Antonio Casali (1773-1787)
- Filippo Carandini 1787-1800)
- Ignazio Busca (1800-1803)
- Girolamo della Porta (1803-1809)
- Ferdinando Maria Saluzzo (1814-1816)
- Giuseppe Albani (1817-1824)
- Francesco Guidobono Cavalchini (1824-1828)
- Ercole Dandini (1828-1840)
- Agostino Rivarola (1840-1842)
- Tommaso Riario Sforza (1843)
- Ludovico Gazzoli (1843-1858, quando la congregazione fu soppressa)

### Segretari
- Giambattista Spada (1º gennaio 1622 - 1º gennaio 1629 nominato segretario della Congregazione della Sacra Consulta)
- Angelo Celsi (15 settembre 1644 - 13 marzo 1645)
- Francesco Maria Mancini (13 marzo 1645 - 5 aprile 1660)
- Savio Mellini (29 aprile 1670 - 1º giugno 1675)
- Pietro Paolo Conti (1º gennaio 1742 - 24 settembre 1759)
- Valentino Mastrozzi (24 settembre 1759 - 26 settembre 1766) con Giuseppe Vincentini
- Romoaldo Guidi (26 settembre 1766 - 1º novembre 1770)
- Guglielmo Pallotta (1º novembre 1770 - 23 giugno 1777)
- Girolamo della Porta (1º gennaio 1778 - 29 gennaio 1787)
- Giovanni Castiglione (29 gennaio 1787 - 30 ottobre 1800)
- Alessandro Lante Montefeltro Della Rovere (30 ottobre 1800 - 28 settembre 1801 nominato tesoriere della Camera Apostolica)
- Giovanni Francesco Falzacappa (28 settembre 1801 - 9 marzo 1816 nominato segretario della Congregazione dell'Immunità Ecclesiastica)
- Andrea Baccili (9 marzo 1816 - 29 ottobre 1817)
- Giovanni Conversi (29 ottobre 1817 - 30 ottobre 1823)
- Mario Mattei (30 ottobre 1823 - 19 marzo 1824) (I)
  - Giovanni Antonio Benvenuti (19 marzo 1824 - 2 luglio 1824) (pro-segretario)
- Mario Mattei (2 luglio 1824 - 15 dicembre 1828) (II)
- Luigi Teodoli (15 gennaio 1829 - 15 marzo 1830)
- Giovanni Serafini (15 marzo 1830 - 13 febbraio 1833)
- Domizio Meli-Lupi-Soragna (13 febbraio 1833 - 11 novembre 1844)
- Gregorio Caracciolo di Santo Bono (11 novembre 1844 - 1847)